# Ileen Domela Nieuwenhuis

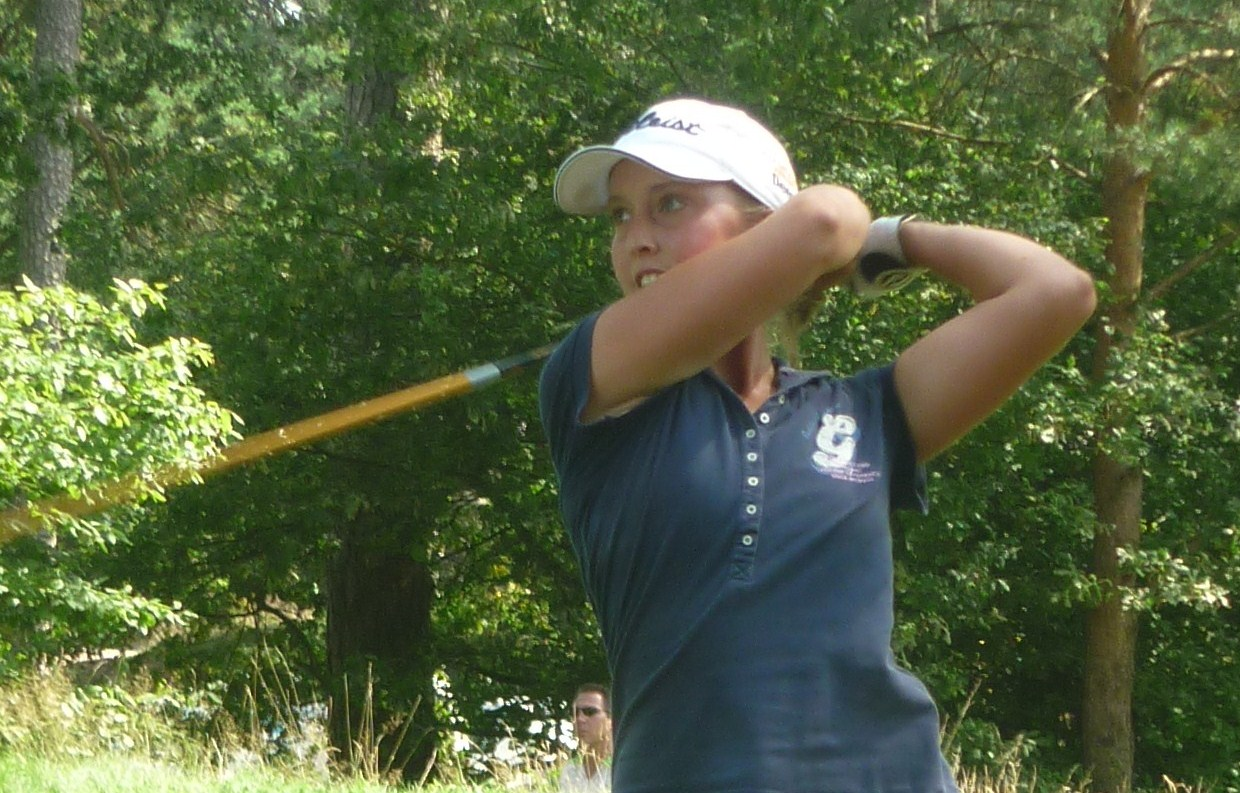
Winnares Nationaal Open 2011 en 2012

Ileen Domela Nieuwenhuis is een Nederlands amateurgolfster uit Waalre. Ze is lid van de Eindhovensche Golf en won tweemaal het Nationaal Open.
In 2011 won Domela het Nationaal Open op Golfclub Houtrak. Ben Collier won toen bij de heren.
In maart 2012 verloor zij in de finale van het Spaans Amateur van Karolin Lampert. Bij het Brabants Open van 2012 verloor zij in de play-off van Karlijn Zaanen. Eind juli speelde zij het International European Ladies' Amateur Championship op de Diners Golf & Country Club in Slowakije, en was de enige van de vijf speelsters uit Nederland die de laatste ronde haalde. Ze eindigde op de 36ste plaats en stond daarna nummer 107 op de wereldranglijst. Daarmee werd ze de beste internationale amateur van Nederland. In augustus 2012 verdedigde zij met succes haar titel bij het Nationaal Open.
In juli speelde ze ook in de Eschauzier Cup. Op de dinsdag en woensdag speelde ze de foursomes met Anne van Dam. De singles op woensdagmiddag speelde ze tegen Corina de Jong. Ze won haar 3 partijen en haar amateursteam won met 19-4 van het team van de professionals.

## Gewonnen
- 2011: Nationaal Open op Houtrak.[4]
- 2012: Nationaal Open op De Pan
- 2015: Nederlands Kampioenschap t/m 21 jaar op Noord-Nederlandse Golf & Country Club
- 2015: Brabants Open Eindhovensche Golf

## Teams
- Eschauzier Cup: 2012
- JC ZIP (RVSV): 2014
- Huize 't Complot: 2016-2019 'vo
- Huisje GT: 2019-heden 'dubbelvo